# گدوو
گدوو (به لهستانی:  Gdów) یک روستا در لهستان است که در گمینا گدوو واقع شده‌است. گدوو ۴٬۵۰۰ نفر جمعیت دارد و ۲۲۰ متر بالاتر از سطح دریا واقع شده‌است.